# 刺针球虫
刺针球虫（学名：Rhaphidozoum acuferum）为球虫科针球虫属的动物。分布于地中海以及中国东海等海域。